# Yanguas de Eresma (kommun)
Yanguas de Eresma är en kommun i Spanien.   Den ligger i provinsen Provincia de Segovia och regionen Kastilien och Leon, i den centrala delen av landet, 90 km nordväst om huvudstaden Madrid. Antalet invånare är 159.